# مونتینیوزو
مونتینیوزو (به ایتالیایی: Montignoso) یک کومونه در ایتالیا است که در استان ماسا-کارارا واقع شده‌است.

## خصوصیات
مونتینیوزو ۱۶٫۶ کیلومترمربع مساحت و ۱۰٬۴۳۹ نفر جمعیت دارد و ۱۳۰ متر بالاتر از سطح دریا واقع شده‌است.

## خواهرخوانده
شهرهای Valréas و زاکسنهایم خواهرخوانده‌های مونتینیوزو هستند.